# Омаев, Дагун Ибрагимович
Дагу́н Ибраги́мович Ома́ев (5 мая 1943, Сержень-Юрт, Чечено-Ингушская АССР — 30 апреля 2019, Грозный) — советский и российский чеченский артист театра и кино, актёр Чеченского государственного драматического театра имени Героя Советского Союза Х. Нурадилова, народный артист Кабардино-Балкарии, Северной Осетии, Абхазии и Чечено-Ингушской АССР, Заслуженный артист РСФСР (1984).

## Биография
Родился в селе Сержень-Юрт Шалинского района Чечено-Ингушской АССР 5 мая 1943 года. После возвращения из депортации учился в Назрановском сельскохозяйственном техникуме. С 1961 по 1963 год учился в школе-студии при Чечено-Ингушском государственном драматическом театре имени Х. Нурадилова, играл в спектаклях. Окончил ГИТИС.

### Профессиональная деятельность
За роль Павки Корчагина в спектакле «Драматическая песня» Б. Равенских и М. Анчарова ему было присвоено звание лауреата премии Ленинского комсомола. За роль Ханпаши Нурадилова в спектакле «Бессмертные» Абдул-Хамида Хамидова дважды удостаивался почётных дипломов министерств культуры РСФСР и ЧИАССР.
Сыграл в спектаклях «Асланбек Шерипов» Мималта Солцаева в главной роли, «Оптимистическая трагедия» В. Вишневского (Алексей), «Земля отцов» Руслана Хакишева, «Когда рушится мир» Руслана Хакишева и О. Иоселиани (Анзор), «Свобода или смерть» Мималта Солцаева (Байсангур), «Бейбулат Таймиев» Магомеда Мусаева (Бейбулат), «Нигат» («Обет») Л. Яхьяева (Бексолт Исмаилов) и многие другие.
В постановках классических произведений сыграл в спектаклях «Кориолан» Уильяма Шекспира (Тулл Авфидий), «Ричард III» Уильяма Шекспира (Глостер), «Кровавая свадьба» Гарсиа Лорки (Леонардо), «Женитьба» Николая Гоголя (Жевакин), «Без вины виноватые» А. Островского (Незнамов), «Ромео и Джульетта» Шекспира (Лоренцо) и многих других.
За активное участие во Всероссийских театральных фестивалях, исполнение ролей Забелина в спектакле «Лениниана», Шаула в спектакле «Тигр и гиена» Ш. Петёфи (Венгрия), Живко в «Мастерах» Р. Стоянова (Болгария), Шахбулата в художественном фильме «Костры на башнях» (Северо-Осетинская студия телевизионных фильмов) отмечен почётными дипломами министерств культуры СССР, РСФСР, ЧИАССР, Союзов театральных деятелей Российской Федерации и Чеченской Республики.
В 1969 году сыграл первую роль в кино в фильме «Костры на башнях». В дальнейшем сыграл в кино ещё более сорока ролей, из них 35 — главных.
В 2014 году режиссёр Малик Тимирбулатов предложил Дагуну сыграть одну из главных ролей в своей предстоящей дебютной драме Обрыв. По просьбе Дагуна сценарий фильма был несколько раз переписан. За месяц перед началом съемок актёр перенес серьёзную операцию на сердце, после чего пришлось отказаться от главной роли из-за большого объёма работы. В итоге Дагун сыграл не менее важную роль — доктора.
После совместной работы, у актёра с молодым режиссёром завязалась крепкая дружба, которая они все ещё поддерживают с семьями. «Дагун всегда помогал мне не только в кинопроизводстве, но и расти, формироваться как режиссёру, как личность, за что я ему бесконечно благодарен», — заявил Малик Тимирбулатов.
Умер 30 апреля 2019 года в Грозном в возрасте 75 лет.

## Фильмография
- «Костры на башнях», 1969;
- «Жизнь, ставшая легендой» (ТВ), 1969;
- «В чёрных песках», 1972;
- «О тех, кого помню и люблю», 1973;
- «Главный день», 1974;
- «Огненное детство», 1976
- 1977 — В ночь на новолуние — Алхас — главная роль
- «Горская новелла», 1979;
- «По следам Карабаира», 1979;
- «Кольцо старого шейха», 1980;
- «Два долгих гудка в тумане», 1980;
- «Буйный Терек», 1981;
- «Каждый третий», 1981;
- «Загадка кубачинского браслета», 1982;
- «Требуются мужчины», 1983;
- «Пробуждение», 1983;
- «Приходи свободным», 1984;
- «Последняя инспекция» (ТВ), 1985;
- «Тайное путешествие эмира» 1986;
- «Золотая голова мстителя» 1988;
- «Чудовище или кто-то другой», 1988;
- «Тайна рукописного Корана», 1991;
- «Расстанемся, пока хорошие», 1991;
- «Горец», 1992;
- «Легенда горы Тбау», 1994;
- «Пленный», 2008;
- «Приказано забыть», 2014;
- «Обрыв» (Короткометражный фильм), 2015;
- «Тэли и Толи», 2016[2];
- «Прощаться не будем», 2018.

## Награды и звания
- Народный артист Чечено-Ингушской АССР;
- Народный артист Кабардино-Балкарии;
- Народный артист Северной Осетии;
- Народный артист Абхазии;
- Почётный гражданин Чеченской Республики;
- Заслуженный артист РСФСР (18 октября 1984) — за заслуги в области советского театрального искусства[3];
- Премия Ленинского комсомола;
- Знак отличия «За достижения в культуре» (2002);
- Медаль Петра Великого «За самоотверженный труд на благо России» (2004);
- Почётный гражданин Чеченской Республики (2007);
- Орден «За заслуги» (2007, Ингушетия);
- Орден Кадырова (21 ноября 2009) — за выдающийся вклад в развитие культуры и искусства Чеченской Республики, многолетнюю творческую деятельность, получившую признание и широкую известность[4];
- Медаль «За заслуги перед Чеченской Республикой» (28 июня 2012) — за заслуги в деле развития и совершенствования национального театрального искусства, многолетнюю творческую деятельность[5];
- Медаль «Памяти Ахмат-Хаджи Кадырова, первого Президента Чеченской Республики» (1 ноября 2017) — за многолетний добросовестный труд, высокий профессионализм, выдающиеся заслуги в области театрального искусства, творческую деятельность, получившую широкую известность и признание в Чеченской Республике и за её пределами[6];
- Орден Дружбы (29 апреля 2019) — за большой вклад в развитие отечественной культуры и искусства, многолетнюю плодотворную деятельность[7].

## Память
25 марта 2020 года в Грозном открылся Дворец культуры имени Дагуна Омаева.